# Gertrudis de la Fuente
Gertrudis de la Fuente (Madrid, 21 d'agost de 1921 - 23 de gener de 2017) va ser una química espanyola, doctora en Farmàcia i professora d'investigació del Consell Superior d'Investigacions Científiques (CSIC). Va ser una pionera a Espanya de la investigació bioquímica.

## Primers anys i formació
Gertrudis de la Fuente va créixer en un ambient obrer però, tot i així, va aconseguir obrir-se pas amb la seva vocació arribant a ocupar una posició privilegiada en una elit científica dominada pel sexe masculí.
Va créixer entre Salamanca i una destinació laboral a la província de Càceres del pare, que era ferroviari. En jubilar-se, la família es traslladà a Madrid i Gertrudis de la Fuente va poder cursar batxillerat, que completà quan ja tenia 21 anys. Va començar la carrera en acabar la Guerra Civil servint d'inspiració a moltes altres dones. Llicenciada en Ciències Químiques per la Universitat de Madrid el 1948, va ingressar el 1951 com a becària del Consell Superior d'Investigacions Científiques (CSIC) a l'Institut de Fisiologia i Bioquímica que es va crear en el departament de Bioquímica de la Facultat de Farmàcia de Madrid.

## Carrera professional
El 1955 es va doctorar en Farmàcia i començà a treballar amb el bioquímic Alberto Sols al laboratori d'Enzimologia del departament de Fisiologia de la Facultat de Medicina de Madrid; n'arribaria a ser la seva principal col·laboradora. Amb aquest equip va treballar en diverses línies de recerca, en docència i en l'organització de la Sociedad Española de Bioquímica y Biología Molecular (SEBBM). Els seus treballs sobre enzimologia bàsica es van centrar en els mecanismes enzimàtics i la seva regulació metabòlica i en formes més aplicades al diagnòstic i comprensió de les bases moleculars de diverses patologies. La seva dedicació professional es repartí, així, entre la recerca dels mecanismes d'acció i regulació dels enzims; la docència, especialment de postgrau, i les aplicacions clíniques, així com el suport diagnòstic als hospitals de tot Espanya, en uns anys en què els laboratoris analítics no tenien encara prou mitjans per fer valoracions d'aquesta mena.
De la Fuente va ser la primera investigadora espanyola a publicar un article a Nature.
El 1981 es va encarregar de coordinar la comissió creada pel govern espanyol per a la resolució del problema de la «síndrome tòxica» ocasionada pel frau massiu amb l'oli de colza. El seu llegat va ser recollit en un curtmetratge estrenat a la primavera de 2016 sota el títol Gertrudis (la dona que no va enterrar els seus talents).